# Hugo Bravo (Fußballspieler, 1944)
Víctor Hugo Bravo Sobarzo (* 6. Mai 1944 in Santiago; † 2. Februar 2020) war ein chilenischer Fußballspieler. Der Mittelfeldspieler gewann mit Club Jorge Wilstermann zwei bolivianische Meisterschaften.

## Karriere
Víctor Bravo kam mit zwölf Jahren in die Jugendabteilung von Universidad de Chile, spielte aber nicht für die Profimannschaft, sondern wurde erst an die Zweitligisten Ñublense und CD Huachipato verliehen und wechselte 1966 zu Unión La Calera aus der Primera División, wo ihm der Durchbruch gelang. Nach vier Jahren bei La Calera unterschrieb er bei Antofagasta Portuario im Norden Chiles. 1972 emigrierte er gemeinsam mit Teamkollege Fernando Cavalleri nach Bolivien zum Club Jorge Wilstermann und wurde 1972 und 1973 jeweils bolivianischer Meister. Zum Abschluss seiner Karriere spielte Bravo für den Club Bolívar.

## Erfolge
Jorge Wilstermann
- Bolivianischer Meister: 1972, 1973
- Meister der Asociación Cochabamba: 1973

## Persönliches
Nach seiner Fußballkarriere blieb Bravo in Bolivien und war Eigentümer eines Meeresfrüchterestaurants in Cochabamba. 1985 kehrte er nach Chile zurück.